# ファイヤーマン
『ファイヤーマン』は、1973年1月7日から同年7月31日まで日本テレビ系列局 (NNS) で放送された特撮テレビ番組、およびその劇中に登場する巨大変身ヒーローの名前である。円谷プロダクションと萬年社の共同製作。全30話。
英語圏ではMagma Man（マグママン）と呼ばれるが、これはfiremanは英語で「消防士」の意味に取られてしまうからである。

## 概要
『ウルトラマンタロウ』や『ジャンボーグA』などと同様、円谷プロ創立10周年記念番組として製作された作品である。また、日本テレビ開局20周年の冠も付けられている。制作当初の方針は「怪獣特撮番組の原点に還る」であり、本格的なSFへの回帰が意図されている。また、企画概要では「海と地底への挑戦」として、ほかの特撮作品ではコストの問題から敬遠されていた海底や地底での撮影を円谷プロの特撮を発揮して見せることにすると記している。
しかし、裏番組に『サザエさん』が存在したことから、視聴率は平均6 - 7%台と低迷した。
テコ入れとして第13話より放送枠が火曜日19時台に変更され、オープニングのタイトルバックを一新（アバンタイトルとしてファイヤーマン対怪獣のハイライトシーンも挿入）。さらに第17話と第18話の九州ロケ編（ファイヤーブレスレット、新技ファイヤーダッシュが登場）を経て、コミカルな宇宙怪獣を登場させたり、山村を舞台にした牧歌的な描写を増やすなどの策が取られた。しかし視聴率は向上せず、作品の独自性も薄れる結果となり、全30話をもって終了した。

### 企画・制作
本作品は、円谷プロと萬年社の共同作品である。両社の接触のきっかけは、萬年社と東宝の特撮番組『レインボーマン』の製作発表に端を発する。『レインボーマン』製作発表よりも前に円谷プロでは（具体的な番組企画としては進行していないものの一応の形で）「レインボー」に関わる番組タイトルの一つとして「レインボーマン」の名称を商標登録しており、製作発表当日に版権協会からその旨を指摘された萬年社は1972年春に「レインボーマン」の商標権の移譲を円谷プロに打診する。この時、当時の円谷プロ社長の円谷一と萬年社プロデューサーの衛藤公彦の交流がはじまり、1972年夏に衛藤より新番組の打診を受けたことで、円谷プロプロデューサーの円谷粲は一晩で企画案『本格怪獣TV映画企画案 ファイヤーマン』を書いた。また、本作品では当時円谷プロ作品で多用していた東宝ビルトに余裕がないため、スタッフルームと撮影には大映東京撮影所が使用されていた。
企画段階のNG稿では「レッドマン」、変身に使用するアイテムも「レッドスティック」、特捜隊は「G・S・S」と呼ばれていた。

### キャスティング
レギュラーについては、まず岸田森を起用することが前提とされており、その後は、円谷粲プロデューサーの意向でキャストが集められた。当初、主役の候補には大門正明の名前も挙がっていたという。一方、主演の誠直也は、円谷粲にオーディションで選ばれたと聞かされているが、全く記憶にないと述べている。また、誠は、「下手な演技をすると岸田さんにはいつも厳しく指導された。そのおかげで（自分の）訛りも抜けて演技面で大きく成長できた」とも回想している。
葉山マリ子役の栗原啓子は、モデル出身で、本作で女優デビューした、誠ともども厳しい演技指導を受けよく泣いていたという。
本作品の第13話と第14話に参加した監督の佐伯孚治も、岸田の演技力に魅せられた1人である。佐伯はこの翌年、『おしどり右京捕物車』第16話のメインゲストに岸田を起用し、さらにその後番組『斬り抜ける』でも一緒に仕事をしている。

## あらすじ
地球に天変地異などの大異変の兆しが現われ始め、絶滅したはずの恐竜が怪獣となって次々と出現した。地底深くの秘境アバン大陸の長老たちはこの危機を救うべく、一族の青年ミサキーを地上へ派遣。彼は「岬大介」を名乗り、これらの異変を調査する学者として活躍していた。
ある日、青江半島沖において海水温が異常に上昇し、続いて海が発光するという怪現象が起こった。そして調査に訪れた海洋開発センターの海野軍八博士らの前には古代の恐竜が進化したとおぼしき怪獣が出現する。島で化石の発掘調査に従事していた岬は、長老たちから与えられたファイヤースティックで炎の超人・ファイヤーマンに変身して怪獣を倒す。
ファイヤーマンの活躍によって事件は解決するが、政府は海洋開発センターを母体として、地球を襲う怪事件に科学の力で立ち向かう地球科学特捜隊SAF（SCIENTIFIC ATTACK FORCE）を結成した。島で海野との知己を得た岬は、海野のSAFへの誘いに逡巡するも加入。SAFの隊員として、そしてファイヤーマンとして地球のために戦う。

## 登場人物
登場人物は、「岬」「海野」「水島」「（海が近い県の）千葉」「葉山（マリーナ）」など水に関係する名称が多い。軍八は、当時円谷エンタープライズにいた小野軍八から。また、いずれも博士か研究室に在籍していた人物の設定である。

### SAF
岬 大介
地質考古学研究室の田所博士の元で働いていた青年で、地質学と考古学に造詣が深い。実は地底に移住したアバン大陸の末裔である地底人の勇者ミサキーで、数100メートル先の人間の鼓動を聞き取る聴覚や、ファイヤースティックを紛失した時に、スティックのマグマエネルギーを感知する能力を持つ。また、地球防衛のために、オーザから強大なマグマエネルギーの力で超人・ファイヤーマンに変身する力を与えられている。実直な性格で、正義を愛する熱血漢。子どもに優しい。SAFのスーツ・ヘルメットは黄色。
- 企画書の年齢は20 - 22歳とされている。

海野 軍八
SAFの隊長で隊員服・ヘルメットは臙脂色。海洋学と生物学で2つの博士号を持つ。SAFの母体となる海洋開発センターに勤務していた。熱血ぶりを見せたり、頑固な面もあるが、包容力がある上に決断力にも優れている人物で部下からの信頼は厚い。岬に仕掛けられた爆弾を時間が迫る中、必死で解除したこともある。また、岬がファイヤーマンであることに気づいていると思われる描写が若干みられる。
- 企画書の年齢は35 - 45歳とされている。

水島 三郎
宇宙工学博士で特殊ロケット燃料を開発するなどの実績を持つ宇宙工学の第一人者。宇宙開発センターの研究室所長だったが、旧知の間柄である海野に請われてSAFの副隊長に就任。スーツ・ヘルメットは紺色。マリンブルの設計者であり、冷静沈着かつ慎重だが、浮世離れした変わり者めいた一面もある。また、少しそそっかしい。科学者にしては肉体派ばかりのメンバーの中で逆に異彩を放っている。
- 企画書の年齢は30 - 35歳とされている。

千葉 太
工学博士。SAFの隊員服・ヘルメットは緑色。シーマリンやマリンゴンの設計者でもある。スポーツマンで柔道、剣道、フェンシングの名手である実戦派。性格は明るく実直で、ややコメディリリーフ的な側面もある。岬とは仲が良く、任務の際にも岬と行動を共にすることが多い。
- 企画書の年齢は28 - 32歳とされている。

葉山 マリ子
コンピューターのプログラマーで海洋開発センター時代からの海野の助手。SAFでは主に通信や連絡などを担当する唯一の女性隊員で、コンピューターに匹敵する記憶力の持ち主。スーツはオレンジ色。勝気だがロマンチストでもあり、岬に好意を抱いている節が見られる。他のメンバーからは「マリちゃん」と呼ばれている。
- 企画書では「葉山 まり子」とされており、年齢は18 - 20歳とされている。

### その他
オーザ
アバン大陸の長老であり、民を束ねる長老を指す「トト」の名でも呼ばれる。
キングザウラに敗れたファイヤーマン＝ミサキーをアバンへ戻し、自身の命と引き換えに強化復活させた。

## ファイヤーマン
1万1,500年前、アバン大陸は小惑星アステロイドBの地球衝突で海底深くに没したが、住民たちは優れた科学力でそれを予知して地底に移住し、マグマのエネルギーによる無公害社会を作り上げていた。
その末裔の地底人類たちは地球を襲う危機を予知し、地球を守るために知力も体力も優れた若者に、マグマエネルギーにより超人に変身する能力を与えて地上に派遣した。その若者ミサキー＝岬大介が内部に大量のマグマエネルギーを吸収したファイヤースティックと呼ばれる変身アイテムを天に翳し、「ファイヤー！」と叫ぶことで、地面が崩れた後に光が発生し、マグマの中から回転しながらファイヤーマンが現れて変身する。第18話でアバンの長老・オーザの命を得て強化復活して以降、両手首にマグマエネルギーを内包したファイヤーブレスレットを装着するようになった。また、変身ポーズが変更され、掛け声も「ビッグ・ファイヤー！」に変わった。
真っ赤なボディと大きな目が特徴。全身に漲るマグマエネルギーを力の源とする炎の超人で、体温は1000度。ただし、高熱を吸収して回復するなどの能力は持たない。設定上は地上や空中よりも海中で戦うことの方が得意とされている。時間を超越して宇宙空間を飛行可能。身体のサイズが合えば楽器を吹くことも可能で、第24話ではハーモニカ怪獣のハモニガンを持ち上げて吹いている。戦闘では苦戦する描写が多かった。
活動時間が残り1分になると額のカラーシグナルが黄色から緑に変化して点滅する。
最終話のダークマンダー戦で大幅に消耗したエネルギーの回復を待たず、物体Xを宇宙に運ぶも、その後の消息は不明。
- デザインは萬年社側が用意したものだが、デザイナー名は不明である[14]。
- 造形はヒルマモデルクラフトが担当[14]。

### 技・武器
ファイヤーフラッシュ
一定のポーズを取り、両腕に集中させた巨大な超高熱のマグマエネルギーを変換させた破壊光球を相手に投げつけて倒す必殺光線。放つ際には技名を叫ぶ。
第25話ではマグマエネルギーに電波を帯びさせて、地底に逃げたヴィレナス星人を倒した。
ファイヤーダッシュ
第18話から使用。ファイヤーマン自身がマグマエネルギーで全身を包んで火の玉となり、相手に突撃して粉砕する、ファイヤーフラッシュをも超える威力の必殺技。ファイヤーフラッシュを弾き返されて一度は敗北したキングザウラをはじめとする強敵を倒した。炎を吸収して撃ち返すハモニガンにのみ破られている。
ファイヤークロス
両腕を前に突き出して放つ、電撃状の光線。第4話でステゴラスを撤退させた。
ファイヤーストップ
両腕を前に突き出して放つ波状の赤色光線。第6話でスペーザーの動きを止めたほか、最終回ではダークマンダーを倒した後にエネルギーが残り少ない状態で使用して物体Xの機能を停止させ、宇宙へ運んだ。
ダブルシュート
アンダースローで放つ高熱火球。両手から1発ずつ放ち、第8話でクマゴラスの目を焼き払った。
ファイヤースパーク
敵に破壊光球を投げつけ、命中すると敵の体に高圧電流を浴びせ、爆発四散する。ネロギラスを倒した。
ファイヤーレーザー
カラーシグナルから放つ強力な赤色熱線。第9話でネロギラスの尻尾を焼き切った。第16話ではロングネックの投げた岩を破壊した。
ファイヤークローズ
両手を前に突き出して放つ火炎弾。バランダーVに使ったが、バリヤーで弾き飛ばされた。
ファイヤースター
額部分のカラーシグナルに両手を当て、前に突き出して赤いエネルギー弾を放つ。第10話でバランダーVの不意をつき、ダメージを与えた。
アイビーム
目から放つ黄色い光線。第18話でサルファ星人の宇宙船を粉々に吹き飛ばした。
ファイヤーナイフ
右手を振り上げて召喚する武器。名称はナイフだが、短剣である。グリーンギラーの首を切断した。
ファイヤーブレス
両腕を交差させて、ファイヤーブレスレットから青白い光線を放つ。ブラックサタンを焼き払った。
ファイヤーショット
両拳を左右交互に突き出して、それぞれの腕から放つエネルギー弾。デビルザウルスの両手を吹き飛ばした。
ファイヤージャック
マグマエネルギーによって高熱を帯びた鋭い長槍。第29話でスペーグスの体を貫いてダメージを与えた。短くして用いるファイヤーダーツと呼ばれる技もある。
ファイヤーランス
本編未使用。ファイヤージャックの変則版である。
ファイヤージャンプ
1話から使用している大ジャンプ。宇宙や、深海に行くために使われる。
ファイヤーキック
ジャンプして空中回転した後、敵の弱点に炸裂させる急降下キック。第13話でドランゴに使用した時のみ、技名を叫んでいる。
ファイヤーテレポート
宇宙空間へと急行する際に使用する瞬間移動能力。
重力
第19話で、超重力の惑星から来たがゆえに地球では巨大化してしまったムクムクに強力な重力を加え、元に戻した。
炎になる能力
グリーンギラーの猛毒に苦しめられた時に使用した能力。「ファイヤー！」の掛け声と共に全身を高熱火炎に包み、全身に回った毒素を焼き消した。
エネルギー光線
右手から照射する、青白い光線。エネルギーを使い果たしたアルゴン星人エムサと宇宙生物ベムタンにエネルギーを与えた。

## SAFの装備

### 個人装備
SAFレーザーガン
SAF隊員に支給された小型レーザー銃。赤色の高熱レーザーを照射し、岩石をも砕く。超小型原子炉が内蔵されており、1年間の連続使用が可能。
火炎弾銃
大型の銃。高い破壊力を持つ弾丸を連射する。
SAF隊員服
陸戦や調査活動、戦闘機の搭乗時など様々な用途に使用される。隊員毎に色が異なる。
SAFヘルメット
特殊樹脂製のヘルメット。隊員毎に色が異なる。
- 撮影会の時点では色分けがされていなかった。

小型通信機
世界のどこからでも本部と連絡が取れる。主に調査任務に赴く隊員が使用。
インベーダー探知装置
水島隊員が試作した物。インベーダーが発する微量の放射能を検出する。
地質測定器
地震の震源地一帯の調査に用いられ、大岩盤の成分などを分析した。
宇宙服
他の惑星での活動や宇宙空間の航行時に着用する。

### メカニック
シーマリン
千葉隊員が設計・開発した海洋調査艇を戦闘用に改造した特殊潜水艦。深海魚をモチーフとした超水圧に耐えられるSAFのマークが施された船体を持つ。船体下部にマジックハンドを搭載。武器はミサイルとレーザーガン。潜航可能深度は8000m。最長16日間の潜航が可能。
最終話にて、物体Xの攻撃によるSAF基地の崩落に巻き込まれた。

マリンゴン
主力大型双胴戦闘機。垂直離着陸や大気圏離脱、長距離の宇宙航行も可能。操縦手とレーダー監視兼攻撃手の2人でコントロールされる。武器は機体下部の砲塔から撃つロケットランチャーとスーパーミサイル、機首の光線砲から発射される白色の破壊光線。モグリアンを機内に格納可能で、輸送機としての性能も有する。
最終話で岬がこれに乗り物体Xへ特攻を仕掛けるも撃墜された。

マリンブル
水島と千葉が設計・開発に携わった複座式小型戦闘機。垂直離着陸も可能で、宇宙服を乗員が着用することで長期間の宇宙航行も可能。武器はレーザー砲と高性能ミサイル。

モグリアン
地底探検車。操縦手と潜望鏡監視員の2名でコントロールされる。車体前部に4基の巨大ドリルを持つ。最長15日間の地中潜航が可能。水中潜行能力も有する。武器はドリルから放つ赤い破壊光線と、30発のミサイル。マリンゴンの機内へ格納可能。最終話にて、物体Xに発進ドームごと破壊された。

マリンカー
水陸両用の走行機能を持つクーペ。人間大宇宙人の追跡や地上パトロール、協力組織との連絡などに使用される。ボンネットから展開する2門の「フラッシュ砲」が武器。合金製の車体は落石の直撃にも耐える。ベース車両は初代マツダ・カペラ。

## 登場怪獣
本作品の登場怪獣は、初期は原点回帰という番組当初の趣旨に基づき恐竜をモチーフとしたオーソドックスなものが志向されたが、視聴率低迷による路線変更に伴い宇宙人や宇宙怪獣なども増えていった。後半では改造を前提としたものや、同時期に放送されていた『ジャンボーグA』からの流用も多い。
神秘性ゆえのリアリティをまとった、恐竜や原始怪獣、宇宙人のみが登場し、変身怪獣や改造怪獣など飛躍のある設定のものは登場させないという前提であったという。

## スタッフ
- プロデューサー：円谷粲（円谷プロ）、衛藤公彦（萬年社）、森田義一（日本テレビ）
- 脚本：若槻文三、今村文人、安藤豊弘、岸田森、岡本育子
- 音楽：冬木透
- 撮影：町田敏彦、横手丘二（本編）、金子友三（特撮）
- 照明：安藤正典（本編）、久保江平八、伊藤幸夫、渡辺長治、上原正一、大原正男、藤野慎一（特撮）
- 美術：山口修（本編）、池谷仙克、大谷和正（特撮）
- 助監督：岡本弘、中島俊彦（本編）、中村倍也、小林正夫、松本勲、伊藤昌洋、亀田誠志郎、水沼節夫（特撮）
- 操演：熊沢留吉、諸星勇、関谷治雄
- 特殊効果：高山正通
- 装置：杉本勇
- 記録：森田溶子、中町真弓、松丸春代、松本勲、伊藤昌洋、水沼節夫、亀田誠志郎、田畑三代
- 選曲：鈴木清司、原正美
- 編集：鈴木東陽、中静達治、山地早智子、米内山順子
- 効果：小島明、石田誠
- 録音：会田喜三郎、奥山秀夫
- 仕上進行：小久保輝吉
- 製作主任：片桐崇維、大野幸雄、高橋正名
- 製作担当：設楽正之
- 視覚効果・合成技術：中野稔、デン・フィルム・エフェクト
- デザイナー：池谷仙克
- 製作連絡：斉藤博（萬年社）
- 現像：東京現像所
- 協力：宮崎交通、日本カー・フェリー株式会社(第17話)
- 特殊技術：佐川和夫、大木淳、小林正夫、石井岩太郎、中村倍也
- 監督：大木淳、大塚莞爾、安藤達己、鈴木俊継、佐伯孚治、樋口弘美、岡本弘
- 製作：円谷プロ、萬年社

## 音楽
ウルトラシリーズで多くの楽曲を作った冬木透がBGMを作・編曲。主題歌は小林亜星とボブ佐久間が担当し、挿入歌には冬木透のほか、三沢郷も参加した。

### 主題歌・挿入歌
レコードは日本コロムビアより発売。1973年1月に4曲収録の17cm LP (C - 518)が発売され、1973年2月に「ファイヤーマン」「出撃! SAF」を収録したシングル盤 (SCS - 190)が発売された。
「ファイヤーマン」
作詞：阿久悠 / 作曲：小林亜星 / 編曲：ボブ佐久間 / 歌：子門真人
第2話以降はイントロが長くなって最後の部分の歌い方も異なり、歌詞表示が「もえるマグマの」なのに対し「もえろマグマの」と変化して歌っている。
「出撃! SAF」
作詞：東京一 / 作曲・編曲：冬木透 / 歌：コロムビアゆりかご会、フォートーンズ
「炎のようにもえろ」
作詞：東京一 / 作曲・編曲：冬木透 / 歌：子門真人、フォートーンズ
2コーラス目が最終回で使用された。
「はるかな青い地底に」
作詞：有馬三恵子 / 作曲・編曲：三沢郷 / 歌：子門真人

## キャスト
- 岬大介：誠直也
- 千葉太：平泉征
- 葉山マリ子：栗原啓子
- 水島三郎：岸田森
- 海野軍八隊長：睦五郎
- ファイヤーマン：西条満
- 怪獣、星人：寿小太郎(琴吹小太郎)、山村哲夫
- ファイヤーマンの声：池水通洋[83][注釈 30]
- ナレーター：村越伊知郎

## 放送リスト
参照宇宙船SPECIAL 1998, p. 137
| 話数 | 放送日  | サブタイトル                                              | 登場怪獣                                                                                             | ゲスト | 脚本     | 監督     | 特殊技術   |
| ---- | ------- | --------------------------------------------------------- | --- | --- | -------- | -------- | ---------- |
| 1    | 1月07日 | ファイヤーマン誕生 －恐竜ドリゴン・ドリゴラス登場－       | - 一本角怪獣 ドリゴラス - 三本角怪獣 ドリゴン                                                        | - 老人：上田忠好 - 漁夫：山本廉 - 乗員：中井啓輔                                                                                   | 若槻文三 | 大木淳   | 佐川和夫   |
| 2    | 1月14日 | 武器は科学だ S・A・F －恐竜ドリゴン・ドリゴラス登場－     | - 一本角怪獣 ドリゴラス - 三本角怪獣 ドリゴン                                                        | - 海洋開発センター所長：宇佐美淳也 - 老人：上田忠好 - 漁夫：山本廉 - 乗員：中井啓輔                                                | 若槻文三 | 大木淳   | 佐川和夫   |
| 3    | 1月21日 | 謎の宇宙船 －剣竜ステゴラス登場－                         | - 巨大剣竜 ステゴラス - 侵略宇宙人 メトロール星人（声：阪脩、辻村真人、沢りつお）                    | - インベーダーA：福井哲也 - インベーダーB：国谷稔 - インベーダーC：寝間則夫 - 守衛：北瓜晴哉                                       | 今村文人 | 大塚莞爾 | 佐川和夫   |
| 4    | 1月28日 | インベーダーを撃滅せよ －剣竜ステゴラス登場－             | - 巨大剣竜 ステゴラス - 侵略宇宙人 メトロール星人（声：阪脩、辻村真人、沢りつお）                    | - インベーダーA：福井哲也 - インベーダーB：国谷稔 - インベーダーC：寝間則夫 - 警備員：関幸四郎                                     | 今村文人 | 大塚莞爾 | 佐川和夫   |
| 5    | 2月04日 | ジュラ紀へ落ちた少年 －原始恐竜ジュラザウルス登場－       | - 原始恐竜 ジュラザウルス                                                                            | - 文夫：山下雄二 - 助手：福原圭一                                                                                                  | 若槻文三 | 安藤達己 | 佐川和夫   |
| 6    | 2月11日 | 遊星ゴメロスの秘密 －宇宙恐竜スペーザー登場－             | - 宇宙恐竜 スペーザー                                                                                | - 竹原：富川澈夫 - 少年：石井秀人                                                                                                  | 若槻文三 | 安藤達己 | 佐川和夫   |
| 7    | 2月18日 | 恐怖の宇宙細菌 －細菌怪獣キノクラゲス登場－               | - 宇宙菌獣 キノクラゲス                                                                              | - 小宮博士：岡村春彦 - 松本洋子：田中三津子 - 柳谷寛                                                                               | 今村文人 | 大木淳   | 大木淳     |
| 8    | 2月25日 | 恐怖のミクロ怪獣 －怪獣クマゴラス登場－                   | - カプセル怪獣 クマゴラス                                                                            | - タカシ：野島千照 - 母：池田昌子 - すみれ：桶田奈保美                                                                             | 安藤豊弘 | 鈴木俊継 | 佐川和夫   |
| 9    | 3月04日 | 深海からの挑戦 －殺し屋怪獣ネロ・ギラス登場－             | - 殺し屋怪獣 ネロギラス - 地底怪獣 グドン - 巨大剣竜 ステゴラス - 極寒怪獣 ロドグロス                | - 田所博士：平田昭彦 | 今村文人 | 鈴木俊継 | 佐川和夫   |
| 10   | 3月11日 | 鉄の怪獣が東京を襲った！ －恐怖のバランダーV登場－        | - ロボット怪獣 バランダーV - 暗躍宇宙人 バランダ星人                                                 | - 江里子：国睦子 - 実験衣の男：村松克己 - 良夫：高橋仁 - インベーダー：国谷稔、下地広栄、堤秀夫、前田正治、興川正美                | 若槻文三 | 安藤達己 | 小林正夫   |
| 11   | 3月18日 | よみがえった岩石怪獣 －スコラドン登場－                   | - 岩石怪獣 スコラドン                                                                                | - 加奈武：有馬昌彦 - 高田三悟 - 秋山文人 - 高橋尚隆 - 三田美枝子 - 小林恵美子 - 田中淑隆                                           | 若槻文三 | 安藤達己 | 小林正夫   |
| 12   | 3月25日 | 地球はロボットの墓場 －怪獣ティラザウルス登場－           | - フライング怪獣 ティラザウルス - レーザー宇宙人 バローグ星人（声：樋浦勉）                          | - 博士：北見治一 - 少女：栗屋芳美                                                                                                  | 岸田森   | 大木淳   | 大木淳     |
| 13   | 4月3日  | 竜神沼の恐怖 －宇宙怪獣ドランゴ登場－                     | - 黄金竜 ドランゴ - インベーダー（演：東龍明ほか）                                                   | - ヨシ子先生：牧紀子 - 太一：吉田裕一 - タツ：辻伊万里 - 先生：岩城和雄 - 老警官：大村千吉                                         | 今村文人 | 佐伯孚治 | 石井若太郎 |
| 14   | 4月10日 | 悪魔の海を突っ走れ！ －大恐竜チラノドン登場－             | - 大恐竜 チラノドン                                                                                  | | 若槻文三 | 佐伯孚治 | 石井若太郎 |
| 15   | 4月17日 | ベルダー星M13号指令 －恐竜ラノザウルス登場－              | - 一角巨獣 ラノザウルス - 遠隔宇宙人 ベルダー星人（声：丸山詠二） - フライング怪獣 ティラザウルス    | - 荘吉：東光生 - 警官：小高まさる - 一郎：木津芳一 - 幸子：小林千恵 - 先生：小柴隆                                                 | 今村文人 | 樋口弘美 | 中村倍也   |
| 16   | 4月24日 | 奪え！ファイヤースティック －大怪獣ロングネック登場－     | - 長頸怪獣 ロングネック - 策略宇宙人 アルタ星人                                                      | - 太郎：神田一郎 - ジュン：矢部直弓 - インベーダー：岡部健、平沢信夫                                                               | 安藤豊弘 | 樋口弘美 | 中村倍也   |
| 17   | 5月01日 | マグマに消えたファイヤーマン －怪獣キングザウラ登場－     | - 強獣 キングザウラ - サルファ星人                                                                   | - 長老：浮田左武郎 - 正男：小山梓 - インベーダーの女：夏川圭                                                                       | 若槻文三 | 大木淳   | 佐川和夫   |
| 18   | 5月08日 | やったぞ！ファイヤーダッシュ －怪獣キングザウラ登場－     | - 強獣 キングザウラ - サルファ星人                                                                   | - 長老：浮田左武郎 - 正男：小山梓 - インベーダーの女：夏川圭                                                                       | 若槻文三 | 大木淳   | 佐川和夫   |
| 19   | 5月15日 | 宇宙怪獣対原始怪獣 －ムクムク対マクノザウルス－           | - 原始怪獣 マクノザウルス - 宇宙怪獣 ムクムク                                                        | - 重吉：江角英明 - 花子：京田尚子 - 健太：紺野秀樹 - 雄一：田村正和                                                                | 今村文人 | 大木淳   | 佐川和夫   |
| 20   | 5月22日 | 怪獣ガガンゴの嵐                                          | - 突風怪獣 ガガンゴ - テロ宇宙人 ガガンゴ星人                                                        | - 次郎：松葉寛祐 - 星人A：吉原正皓 - 星人B：内田佳昭                                                                               | 若槻文三 | 樋口弘美 | 小林正夫   |
| 21   | 5月29日 | 殺しの使者 デコンとボコン －ダブルゴッド出現－            | - 二頭怪獣 ダブルゴッド - 殺しの使者 デコン（演：大前均） - 殺しの使者 ボコン（演：花巻五郎）        | - 三郎：黒田靖彦 - 警官：神田正夫、泉たけし                                                                                        | 今村文人 | 樋口弘美 | 小林正夫   |
| 22   | 6月05日 | 来たぞ！変身宇宙人 －デストロザウス登場－                 | - 変身宇宙人 プリマ星人（演：大村千吉、久保田欣也、高橋香、時田ひろし） - 肉食怪獣 デストロザウルス  | - ほら吹き爺さん：池田忠夫 - 五郎：長谷川秀人 - 次郎：芦沢常法                                                                     | 安藤豊弘 | 鈴木俊継 | 佐川和夫   |
| 23   | 6月12日 | 宇宙指令 ファイヤーマンを殺せ！ －グリーンギラー登場－    | - 放浪宇宙人 グリーン星人 - 猛毒怪獣 グリーンギラー                                                  | - 川瀬：平野稔 - 星人：西郷昭治、野本博 - 吾作：鈴木治夫 - タケ：采野圭子 - マサオ：大山正明 - タケル：深田恒存 - ヒロシ：斉藤貢司 | 若槻文三 | 鈴木俊継 | 佐川和夫   |
| 24   | 6月19日 | 夜になくハーモニカ －ハモニカ怪獣登場－                   | - 音霊怪獣 ハモニガン                                                                                | - とし子：島田多江 - 健：小山渚 - 巡査：鳥井健雄 - 係員：黒木左甫郎 - 男：植田清 - 女：森田峰子                                    | 岡本育子 | 岡本弘   | 佐川和夫   |
| 25   | 6月26日 | 帰る星なき宇宙人 －ヴィナレス星人登場－                   | - レーザー怪人 ヴィレナス星人（声：飯塚昭三、丸山詠二）                                              | - 松吉：高品格 - 幸子：福田薫 - 警官：鮎川浩、近藤宏典、金子富士雄 - 子供：田宮信之、川上たかし                                    | 今村文人 | 大木淳   | 小林正夫   |
| 26   | 7月03日 | 夕陽にひかる岩山の秘密 －ガドラザウルス出現－             | - サーベル怪獣 ガドラザウルス                                                                        | - 正彦：横山博久 - さとし：梅津昭典 - 悦子：矢島潤子 - 良夫：土屋信之                                                              | 若槻文三 | 大木淳   | 小林正夫   |
| 27   | 7月10日 | 死人をあやつる宇宙の支配者 －暗黒怪獣ブラッカー登場－     | - 惑星怪獣 ブラッカー - 暗黒星人 ブラックサタン（声：沢りつお）                                      | - 野川：幸田宗丸 - 杉崎：三井恒 - 男：遠矢孝信 - 久保田欣也 - 長田真人 - 桜井弘 - 少年：木下けい介                                 | 若槻文三 | 安藤達己 | 佐川和夫   |
| 28   | 7月17日 | アルゴン星から来た少年 －デビルザウルス登場－             | - 原始大怪獣 デビルザウルス - 合体怪獣 ベムサキング - ベムタン - アルゴン星人 エムサ（演：梅地徳彦） | - 六助：見明凡太朗 - 五平：平松慎吾 - 村人：桂文平、加藤茂雄、岩本照雄                                                             | 安藤豊弘 | 安藤達己 | 佐川和夫   |
| 29   | 7月24日 | 射つな！怪獣だって友達だ －宇宙怪獣スペーグス登場－       | - 宇宙怪獣 スペーグス - 宇宙怪獣 スペーグスJr.                                                       | - みのる：根本友行 - 少年：金子誠、島田靖彦、渡辺和晃 - 男：杉山元、山本廉、中島秀生 - 守衛：奥山正勝                              | 今村文人 | 鈴木俊継 | 佐川和夫   |
| 30   | 7月31日 | 宇宙に消えたファイヤーマン －宇宙怪獣ダークマンダー登場－ | - 宇宙怪獣 ダークマンダー - 超兵器 物体X                                                             | - 橋村：長沢大 - たかし：安藤一人                                                                                                  | 若槻文三 | 鈴木俊継 | 佐川和夫   |

## 映像ソフト
- 1998年1月25日に全話収録のLD-BOX『ファイヤーマン コンプリート・コレクション』がバンダイビジュアルより発売された[88]。
- 2002年12月21日に全話収録のDVD-BOXがパイオニアLDCより発売。
- 2004年3月21日に全5巻の単品DVDがジェネオンエンタテインメントより発売。
- 2012年10月21日から12月7日にかけて東映ビデオより単巻（全10巻）のDVDが発売。
- 2016年3月9日に東映ビデオよりDVD-BOXが発売。

## 漫画
小学館の学年別学習雑誌にて連載。
- 小学一年生 1973年1月号 - 8月号連載（作画：蛭田充）
- 小学二年生 1973年1月号 - 8月号連載（作画：池原成利）
- 小学三年生 1973年1月号 - 8月号連載（作画：かたおか徹治）
- 小学四年生 1973年1月号 - 3月号連載（作画：一峰大二） → 1973年4月号 - 8月号連載（作画：大和田守）
- 小学五年生 1973年1月号 - 3月号連載（作画：林ひさお） → 1973年4月号 - 8月号連載（作画：みやぞえ郁雄）
- 小学六年生 1973年1月号 - 4月号連載（作画：富田一公） → 1973年5月号 - 8月号連載（作画：森正人）

## 放送局
- 日本テレビ：日曜 18:30 - 19:00 （第12話まで） → 火曜 19:00 - 19:30 （第13話から）
- 札幌テレビ：日曜 18:30 - 19:00（第12話まで） → 火曜 19:00 - 19:30（第13話から）[89]
- 青森放送：日曜 18:30 - 19:00 （第12話まで） → 火曜 19:00 - 19:30 （第13話から）[90]
- テレビ岩手：日曜 18:30 - 19:00 （第12話まで） → 火曜 19:00 - 19:30 （第13話から）[90]
- 秋田放送：日曜 18:30 - 19:00 （第13話以降も同時間帯で放送。第13話以降は先行放送）[91]
- 山形放送：日曜 18:30 - 19:00 （第13話以降も同時間帯で放送。第13話以降は先行放送）[91]
- 宮城テレビ：日曜 18:30 - 19:00 （第13話以降も同時間帯で放送。第13話以降は先行放送）[91]
- 福島中央テレビ：日曜 10:30 - 11:00 （第24話まで） → 土曜 16:25 - 17:20 （第25話から）[92]
- 新潟総合テレビ：金曜 17:20 - 17:50[93]
- 山梨放送：日曜 18:30 - 19:00[94]
- 静岡放送：火曜 17:30 - 18:00[94]
- 北日本放送：日曜 18:30 - 19:00[95]
- 福井放送：日曜 18:30 - 19:00[96]
- 名古屋テレビ：日曜 18:30 - 19:00 （第12話まで） 
  - 中京テレビ： 火曜 19:00 - 19:30 （第13話から） - 変則クロスネット解消による放送局移動。
- よみうりテレビ：日曜 18:30 - 19:00 （第12話まで） → 火曜 19:00 - 19:30 （第13話から）
- 日本海テレビ：日曜 18:30 - 19:00 （全話）[97]
- 西日本放送：日曜 18:30 - 19:00 （全話）[98]
- 広島テレビ：日曜 18:30 - 19:00 （全話）[99]
- 山口放送：日曜 18:30 - 19:00 （第12話まで） → 火曜 19:00 - 19:30 （第13話から）[99]
- 四国放送：日曜 18:30 - 19:00[100]
- 南海放送：日曜 18:30 - 19:00[99]
- 高知放送：日曜 18:30 - 19:00[99]
- 福岡放送：日曜 18:30 - 19:00 → 火曜 19:00 - 19:30[101]
- テレビ長崎：日曜 18:30 - 19:00[101]
- テレビ熊本：水曜 18:30 - 19:00[101]
- 鹿児島テレビ：日曜 18:30 - 19:00[102]
- 琉球放送：土曜 18:00 - 18:30[103]

## 関連作品
ウルトラマンゼロ THE MOVIE 超決戦!ベリアル銀河帝国
本作のキャラクターをモデルとした「グレンファイヤー」が登場する。また、キングザウラをモデルとした敵キャラクター「恐竜戦士ザウラー」が存在するが、デザイン画まで完成していたにもかかわらず、時間の都合でやむなく登場は断念された。後に「ぱちんこウルトラバトル烈伝 戦えゼロ！若き最強戦士」にて登場した。
新ウルトラマン列伝
第9話で、ゼロ以外のウルティメイトフォースゼロのメンバーモチーフとなった作品（作中では別次元の戦士と明言）として『ミラーマン』『ジャンボーグA』の2作品と共に本作が取り上げられており、第10話の映像が使われた。なお、この回で初めてファイヤーマンを見たグレンファイヤーは、「（自分に似て）男前」とファイヤーマンを評価した。
雑居時代
第23話で、劇中のテレビ番組として本作第16話の場面が映されている。
恐竜大戦争アイゼンボーグ
オープニング映像や第1話で恐竜軍団の先兵として本作の怪獣が暴れるシーンが流用されている。